# کلود لی روی
کلود لی روی (انگلیسی: Claude Le Roy؛ زادهٔ ۶ فوریهٔ ۱۹۴۸) بازیکن فوتبال اهل فرانسه است.
وی در سال ۱۹۸۸ تیم ملی فوتبال کامرون را به مقام قهرمانی جام ملت‌های آفریقا رساند.
از باشگاه‌هایی که در آن بازی کرده‌است می‌توان به باشگاه فوتبال آمیان و باشگاه فوتبال آژاکسیو اشاره کرد.